# Никитинский, Яков Яковлевич (младший)
Яков Яковлевич Никитинский (1878–1941) — русский советский учёный-микробиолог, специалист в области санитарной гидробиологии и технической микробиологии, доктор биологических наук, профессор Московского Высшего технического училища и Московского коммерческого института. 

## Биография
Родился 16 (28) ноября 1878 года в семье химика-технолога Якова Яковлевича Никитинского (1854—1924).
В 1901 году окончил Московский сельскохозяйственный институт, получив звание учёного агронома 1-го разряда и был отправлен на стажировку в Германию и Швейцарию; посещал лекции в Лейпцигском (Германия), а затем в Базельском (Швейцария) университетах. В 1903 году он защитил диссертацию, посвященную влиянию продуктов обмена на развитие плесневых грибов и получил учёную степень доктора. По возвращении в Москву в 1904 году занял должность заведующего биологической лабораторией на Люблинских полях орошения, где в то время впервые в России начали изучать процессы биологической очистки сточных вод. Одновременно, он начал преподавать в Коммерческом училище в должности штатного преподавателя естественной истории, а после преобразования училища в Московский коммерческий институт с 1907 года был ассистентом в лаборатории микробиологии кафедры товароведения; создал курс технической микологии и микробиологии для студентов товароведного и технологического факультетов и в 1913 году принят в штат доцентом института; с 1918 года —  профессор.
С 1912 года (до конца своей жизни) Я. Я. Никитинский был научным руководителем организованной им микробиологической лаборатории во ВНИИ водоснабжения, канализации, гидротехнических сооружений и инженерной гидрологии (ВНИИ ВОДГЕО). Одновременно работал во Временном комитете по изысканию мер к охране водоемов Московского промышленного района от загрязнения сточными водами и отбросами фабрик и заводов. 
Был награждён орденами: Св. Анны 3-й степени и Св. Станислава3-й степени, а также медалью в память 300-летия царствования Дома Романовых.
Им было написано несколько фундаментальных отчётов по биологической очистке воды. В результате многолетних исследований был разработан и утверждён один из первых стандартов на воду: «Временный стандарт качества водопроводной воды и инструкции по исследованиям воды». С 1913 года Я. Я. Никитинский был редактором сборника трудов: «Известия Московского коммерческого института» (Вып. 1-2).
В 1925—1932 годах был профессором на кафедре канализации Московского высшего технического училища им. Н. Э. Баумана, где читал курс «Санитарная гидробиология»; в 1927—1932 годах — профессором на биологическом факультете Московского государственного университета, где вёл курс «Биологическая оценка воды». Также он читал лекции на многих курсах по повышению квалификации санитарных врачей, инженеров, биологов, организуемых Министерством здравоохранения, ВСНХ и ВНИИ ВОДГЕО. Был утверждён доктором биологических наук по совокупности научных трудов без публичной защиты 11 октября 1935 года. 
Яков Яковлевич Никитинский — один из авторов и редакторов сборника «Стандартные методы исследования питьевых и сточных вод» (М., 1927). Он был членом редколлегии журнала «Микробиология», принимал участие в выпуске Советской и Медицинской энциклопедий, Пищевой энциклопедии и Справочника по консервному делу. 
Состоял председателем секции гидробиологии Общества испытателей природы и членом президиума этого общества. Был членом Международного объединения лимнологов, членом редакционного совета и квалификационной комиссии Наркомата пищевой промышленности, членом учёного совета и квалификационной комиссии Комитета по заготовкам при СНК и членом учёного совета ВНИИ ВОДГЕО. 
Написал ряд популярных книг: «Корка хлеба», «Стакан воды»… 
Умер 4 мая 1941 года. Похоронен Москве в колумбарии Новодевичьего кладбища.